# Cordyla haraka
Cordyla haraka är en ärtväxtart som beskrevs av René Paul Raymond Capuron. Cordyla haraka ingår i släktet Cordyla, och familjen ärtväxter. Inga underarter finns listade i Catalogue of Life.